# Acer monocarpon
Acer monocarpon é uma espécie de árvore do gênero Acer, pertencente à família Aceraceae.